# Olešná (vattendrag i Tjeckien, Mähren-Schlesien)
Olešná är ett vattendrag i Tjeckien.   Det ligger i regionen Mähren-Schlesien, i den östra delen av landet, 280 km öster om huvudstaden Prag.